# Mise en place

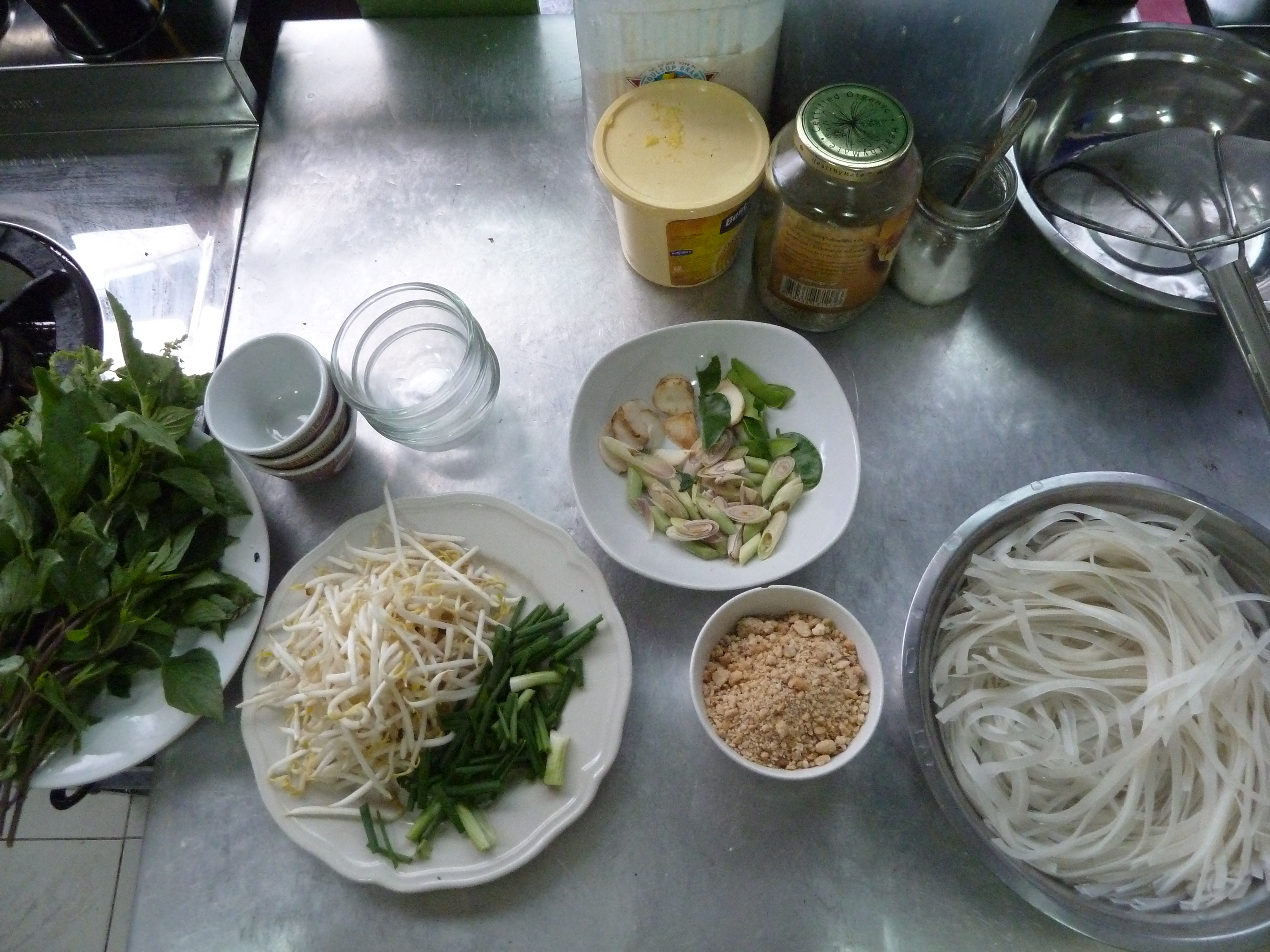
Mise en place em uma escola de culinária tailandesa

Mise en place (pronuncia-se [miz an place]) é um termo francês que significa "pôr em ordem, fazer a disposição". É também uma forma de dizer para arrumar e preparar a cozinha para começar a confeccionar os pratos

## Na cozinha
Consiste em uma etapa inicial para o preparo de qualquer prato, na qual separam-se todos os utensílios e ingredientes necessários para executá-lo. Os ingredientes devem ser então medidos, e, se necessário, as verduras, legumes e carnes descascados e cortados, assim como os utensílios devidamente dispostos para manuseio.
É fundamental a execução da mise en place para a boa execução de qualquer receita, para que não se precise buscar ingredientes quando do momento do preparo. Por isso, na culinária profissional essa técnica de disposição do material é um dos passos essenciais para o bom desempenho das funções de um cozinheiro.

## À mesa
O termo também é utilizado para a montagem da mesa, quando se deve colocar os talheres, taças e pratos, bem como os outros utensílios, que serão utilizados para degustar e saborear os alimentos.
A mise en place é sobretudo função do garçon.